# Burlington (Maine)
Burlington város az USA Maine államában, Penobscot megyében. Lakosainak száma 373 fő (2020. április 1.).

## Népesség
A település népességének változása:

| 2010 | 363 |
| 2020 | 373 |